# ヒメフラスコモ
ヒメフラスコモ（学名Nitella flexilis　Agardh）は車軸藻類に分類される淡水生の藻類の一種である。細胞が大きく、実験室内での培養が比較的容易であるためモデル生物として利用されている。

## 特徴
大型の種であり通常は軸長30-50cmほどであるが1mに達することもある。軸の幅1mmほどに成長する。色は明緑色から暗緑色。節と節間細胞との繰り返しで節部から6-7本の輪生枝を生じる。輪生枝は長さ2-4cmで細く短く、常に1回だけ叉状分枝して2-3本の分射枝をのばす。最終枝は1細胞でその先端細胞は刃物状に急激に細くなった形をしている。皮層が形成されずやわらかい。
雌雄同株であり、生殖器は輪生枝の節部に生じる。雄器は単生で小枝の分枝部の節に頂生し、雌器はその横に側生し群生することがある。雄器は直径約500μm、8個の楯細胞が集まって球状の外壁を作り、内部には造精糸が充満している。雌器の中央には卵細胞があり、周囲を5本の管状細胞がらせん状に巻き、この末端は上部で小冠を形成する。らせん細胞は頂部に向かって膨らむ傾向があり、らせん数は8-9、小冠細胞の高さは40-50μm、幅70-80μm。卵胞子は暗赤褐色から黒色で、ほぼ球状で長径約550μm、短径約500μmで5-7本の巻き線の翼縁があり、皮膜表面は凸凹のある不規則な模様を示す。

## 生息環境と分布
湖沼の比較的深い所に好んで生えるが、ため池や田んぼに生育する場合もある。湖沼では浅瀬に水草が生育し、それよりも深い所にシャジクモ類が大きな群落を形成することがあり、この群落をシャジクモ帯と呼ぶ。ヒメフラスコモはカタシャジクモとともに世界的に主要なシャジクモ帯の構成種である。生育する湖沼のpHは6.8-8.8の弱酸性から弱アルカリ性で、繁茂期は5-10月。

南極、オーストラリアを除く世界中に広く分布し、北半球に多く生育する。日本では北海道、本州、四国で生育している。アイルランドでも複数の県でで生育記録がありゴールウェイのエグリトン運河、ダウン県、ロンドンデリー県のクレア島のドリー川などで生育が報告されている。

## 保全状況評価
絶滅危惧I類 (CR+EN)（環境省レッドリスト）

## 利用
アクアリウムにて観賞用に栽培されることがある。アクアリウムではニテラ・フレクシリスあるいは属名から単にニテラと称される。環境が大きく変化する導入初期には溶けやすいが、環境に慣れると育成は容易で生育も早い。レイアウトではなくもっぱら魚の産卵床などとして利用されることが多い。